# Sirio Giametta
Sirio Giametta (né le 13 juillet 1912 à Frattamaggiore, dans la province de Naples – mort le 10 avril 2005) est un architecte italien de la fin du XXe et du début du XXIe siècle.

## Source de traduction
- (it) Cet article est partiellement ou en totalité issu de l’article de Wikipédia en italien intitulé « Sirio Giametta » (voir la liste des auteurs).